# Eikichi Hayashiya
Eikichi Hayashiya (Uji, Kioto, 1919-Tokio, 2016) fue un diplomático e hispanista japonés.

## Biografía
Se graduó en la Universidad de Estudios Extranjeros de Osaka. También cursó estudios en la facultad de Filosofía y Letras de la Universidad de Salamanca entre 1941 y 1944. Fue el único estudiante extranjero que se inscribió en el primer curso de estudios hispanoamericanos organizado en La Rábida en 1943.
Como diplomático, fue embajador en España desde 1981 hasta 1984. Lo había sido también en Bolivia, y anteriormente había residido en México como primer secretario de la Embajada de su país, y en Argentina, donde fue segundo secretario y cónsul entre 1958 y 1963. 
Desde 1964 hasta 1967 y de 1975 a 1978 fue profesor en la Universidad de Tokio. También fue profesor visitante en la Universidad Sofía de Tokio y la Universidad Femenina de Seisen.
Formó parte del séquito del príncipe heredero Naruhito en su visita oficial a España (Expo de Sevilla y Olimpiada de Barcelona), Venezuela y México en 1992.
En 2010 recibió un doctorado honoris causa en traducción e interpretación por la Universidad de Salamanca. Recibió la Gran Cruz de la Orden de Isabel la Católica (España) y la del Cóndor de los Andes (Bolivia), entre otras condecoraciones
Hayashiya publicó varios trabajos y realizó traducciones al japonés de obras como el Popol Vuh (libro sagrado de los mayas) o las cartas de Cristóbal Colón. Junto con Octavio Paz realizó la traducción castellana de Sendas de Oku.
La biblioteca del Centro Cultural Hispano Japonés de la Universidad de Salamanca lleva su nombre.
Fue miembro correspondiente de la Real Academia Española desde 1981.

## Obras
- Artes de España
- Cultura Hispánica
- Cartas de Colón
- Diario del primer viaje de Colón
- Relación de las cosas de Yucatán
- Génesis del teatro clásico japonés: el "noh", el "Kyogen" y el "Kabuki"